# Sainte-Adèle
Sainte-Adèle é uma cidade localizada na província de Quebec no Canadá.